# Pootle
Pootle (Ausspracheⓘ) ist ein in Python geschriebenes freies Online-Übersetzungs- und Verwaltungswerkzeug. Pootle wurde 2004 von Translate.org.za und Partnern entwickelt und veröffentlicht. Später wurde es als Teil des WordForge-Projekts weiterentwickelt und wird heute auf SourceForge verwaltet.
Pootle ist eine webbasierte Server-Lösung zur Unterstützung von Übersetzungen für die Softwareentwicklung. Sein Fokus liegt primär auf der Lokalisierung von Software. Es nutzt das Translate Toolkit zur Bearbeitung der zu übersetzenden Dateien. Seine wesentliche Teilfunktionalitäten sind ein Übersetzungsspeicher, eine Glossarverwaltung, sowie Module zur Zielsetzung und zur Benutzerverwaltung.
Pootle kann unterschiedlichen Zwecken im Übersetzungsprozess dienen. Zum Beispiel kann es einfach nur die Übersetzungsstatistik auf einem Server anzeigen. Mit Hilfe seiner Vorschlags-Funktionalität können Benutzer Übersetzungs- und Korrekturvorschläge einreichen, so dass es als eine Art Fehlerverfolgungssystem für die Übersetzung verwendet werden kann.
Pootle erlaubt die Zuweisung einzelner Übersetzungsprojekte und/oder Sprachdateien eines Projektes zu spezifischen Benutzern. Das Offline-Arbeiten wird durch Export-, Import- und Abgleich-Funktionen unterstützt, so dass mit anderen Tools (z. B. Poedit, Lokalize etc.) gleichzeitig gearbeitet werden kann.

## Geschichte
Die erste Veröffentlichung erschien im Dezember 2004, nachdem es von David Fraser von der Translate.org.za-Community im Rahmen eines durch CATIA und St James Software unterstützten Projekts entwickelt worden war. Schon zuvor kam Pootle in diversen Übersetzungsteams von Translate.org.za in Südafrika zum Einsatz.
Der Name Pootle ist ein (einer Figur der BBC-Kinderserie „The Flumps“ entlehntes) Acronym für PO-based Online Translation / Localization Engine (deutsch: PO-basiertes Online Übersetzungs- / Lokalisierungs-Werkzeug).
Ab 2006 wurde Pootle als Teil des WordForge-Projekts weiterentwickelt, welches wiederum vom Open Society Institute und vom kanadischen International Development Research Centre unterstützt wurde. Hierbei wurde das XLIFF-Dateimanagement sowie die Infrastruktur zur Abbildung von Arbeitsabläufen für Übersetzungen hinzugefügt.
Ab Version 2 setzt Pootle auf dem Django-Framework auf.
Pootle wird zum Beispiel von OpenOffice.org, TYPO3 und vielen anderen Projekten verwendet. Pootle ist die Basis des Verbatim-Projekts, welches die Infrastruktur für die Lokalisierung der Mozilla-Projekte entwickelt.

## Merkmale
Der Pootle Server greift zum Bearbeiten der zu übersetzenden Daten direkt auf Dateien im gettext-PO- bzw. XLIFF-Format zu. Die Texte können für eine schnelle Suche indiziert werden. Bearbeitete Dateien können direkt an ein Versionskontrollsystem übergeben werden. Mit Hilfe des Translate Toolkits können Statistiken, Worthäufigkeiten und Fehler dargestellt werden.
Der webbasierte Pootle Editor ermöglicht das Übersetzen über eine Internetverbindung. Der Editor ist in 55 Sprachen erhältlich, sowohl die Benutzeroberfläche als auch die Bearbeitungsfenster können mit bidirektionalen Texten umgehen. Diverse Filter und Fehlerchecks helfen bei der Qualitätssicherung. Projektspezifische Glossare können benutzt werden. Vorschläge aus dem Übersetzungsspeicher können eingeblendet werden.